# Sopubia patris
Sopubia patris är en snyltrotsväxtart som beskrevs av P. Cuccuini. Sopubia patris ingår i släktet Sopubia och familjen snyltrotsväxter. Inga underarter finns listade i Catalogue of Life.